# Mellito di Canterbury
Mellito di Canterbury (VI secolo – Canterbury, 24 aprile 624) è stato un arcivescovo britannico, primo vescovo della diocesi di Londra e terzo arcivescovo di Canterbury.
È venerato come santo dalla Chiesa cattolica e dalla Chiesa anglicana.

## Biografia
Beda il Venerabile descrive Mellito come un nobile (Historia Ecclesiastica Gentis Anglorum, II, 7), mentre il papa Gregorio Magno lo definisce abate (Lettere, XI, 54, 59). Potrebbe essere stato abate del monastero di Sant'Andrea sul Celio, fondato proprio da Gregorio.
Mellito fu mandato in Inghilterra nel 601 da Gregorio in risposta all'appello di Agostino, primo arcivescovo di Canterbury, con un nuovo gruppo di missionari. Ebbe dal papa il compito di consegnare il pallium e diversi doni all'arcivescovo.
Fu consacrato vescovo di Londra da Agostino nel 604 e fondò la cattedrale di San Paolo. Fu cacciato da Londra da Sæward e Sexræd, figli di re Sæbert dell'Essex, dopo che egli rifiutò la loro richiesta di assaggiare l'eucaristia.
Si recò in Gallia, ma fu richiamato da san Lorenzo di Canterbury, il secondo arcivescovo di Canterbury. Dopo la morte di quest'ultimo, ne prese il posto, diventando il terzo arcivescovo di Canterbury.

## Genealogia episcopale
La genealogia episcopale è:
- Arcivescovo Virgilio di Arles
- Arcivescovo Agostino di Canterbury
- Arcivescovo Mellito di Canterbury